# Bobby Aitken
Bobby Aitken, jamajčanski gitarist i pjevač koji se rodio na Kubi. 1960-ih nanizao je uspješnice i vodio je sastav The Carib Beats.

## Životopis
Brat je Laurela Aitkena. Snimao je ranih 1960-ih za producenta Kinga Edwardsa. Imao je uspješnice u eri ska iz 1960-ih, singlovima kao "Never Never" (1962., Blue Beat), "Baby Baby" (1962., Island Records), "Don't Leave Me", "I've Told You" i "It Takes a Friend" (svi 1963.), "Jericho" i "Rolling Stone" (1964.), "Rain Came Tumbling Down" (1965.), "Thunderball" i "Shame & Scandal" (1966.) te "What a Fool" (1967.). Također je vodio sastav The Carib Beats, koji je snimao za J.J. Johnsona, Bunnyja Leeja, Joea Gibbsa, Ewana McDermotta i Clancyja Ecclesa. The Carib Beats raspali su se sredinom 1960-ih, jer se Aitken više posvetio svojoj Crkvi. Aitken se također uključio u glazbeno stipendiranje mlađih članova kongregacije njegove Crkve, uključujući Carltona "Santu" Davisa, koji je postao jednim od prominentnih jamajčanskih bubnjara 1970-ih. Otac je pjevačice u usponu Debbi Verbz.
Bio je jednim od vrhunskih sesijskih glazbenika u eri rocksteadyja. Njegove produkcije iz tog doba sabrane su na albumu Bobby Aitken Presents Rock Steady Original & Red Hot, u izdanju Next Step Records-a. Glazbeni uradci Bobbyja Aitkena bili su pokradeni, reproducirani i ilegalno prodavani otkad je postao kršćaninom 1975. godine. Ostale cjenjenije pjesme koje je napisao su uspješnica "Jesus Name So Sweet" 1977. Skladbu je popularnom učinio Donnie McKlurkin, a pod copyrightom je Bobbyja Aitkensa.

## Vanjske poveznice
- Bobby Aitken na Discogsu